# NGC 4593
NGC 4593 est une galaxie spirale barrée située dans la constellation de la Vierge. Sa vitesse par rapport au fond diffus cosmologique est de 2 836 ± 25 km/s, ce qui correspond à une distance de Hubble de 41,8 ± 3,0 Mpc (∼136 millions d'al). Cette galaxie a été découverte par l'astronome germano-britannique William Herschel en 1784.
La classe de luminosité de NGC 4593 est II et elle présente une large raie HI. C'est aussi une galaxie active de type Seyfert 1. De plus, c'est une galaxie dont le noyau brille dans le domaine de l'ultraviolet. Elle est inscrite dans le catalogue de Markarian sous la cote Mrk 1330 (MK 1330).
À ce jour, sept mesures non basées sur le décalage vers le rouge (redshift) donnent une distance de 34,329 ± 16,775 Mpc (∼112 millions d'al), ce qui est à l'intérieur des valeurs de la distance de Hubble. Notons cependant que c'est avec la valeur moyenne des mesures indépendantes, lorsqu'elles existent, que la base de données NASA/IPAC calcule le diamètre d'une galaxie et qu'en conséquence le diamètre de NGC 4593 pourrait être d'environ 47,3 kpc (∼154 000 al) si on utilisait la distance de Hubble pour le calculer.

## Morphologie
NGC 4593 a été utilisée par Gérard de Vaucouleurs comme une galaxie de type morphologique (R')SB(rs)ab dans son atlas des galaxies,.

### Observation dans l'infrarouge
Dans la  bande K infrarouge, NGC 4593 présente une barre centrale de 60 secondes d'arc dont l'ellipticité maximale est de 0,58. L'angle de position de celle-ci est de 59°.
D'autre part, Eskridge, Frogel et Pogge ont publié un article en 2002 décrivant la morphologie de 205 galaxies spirales rapprochées. Les observations ont été réalisées dans la bande H de l'infrarouge et dans la bande B (le bleu). Selon Eskridge et ses collègues, NGC 4593 est une galaxie spirale de type SBa. Une source ponctuelle brillante est intégrée dans un large bulbe elliptique en forme de boîte. Une barre émerge des coins NE et SO de la boîte. Les extrémités de la barre coincident avec le bord d'un disque interne ou d'un lentille. Deux bras spiraux très diffus émergent des extrémités de la barre. Ils s'étirent sur 150 à 180 degrés avant de disparaître. Il existe des indices de la présence d'un troisième bras émergeant du disque interne sur le côté sud de la galaxie.

### Image du télescope spatial Hubble

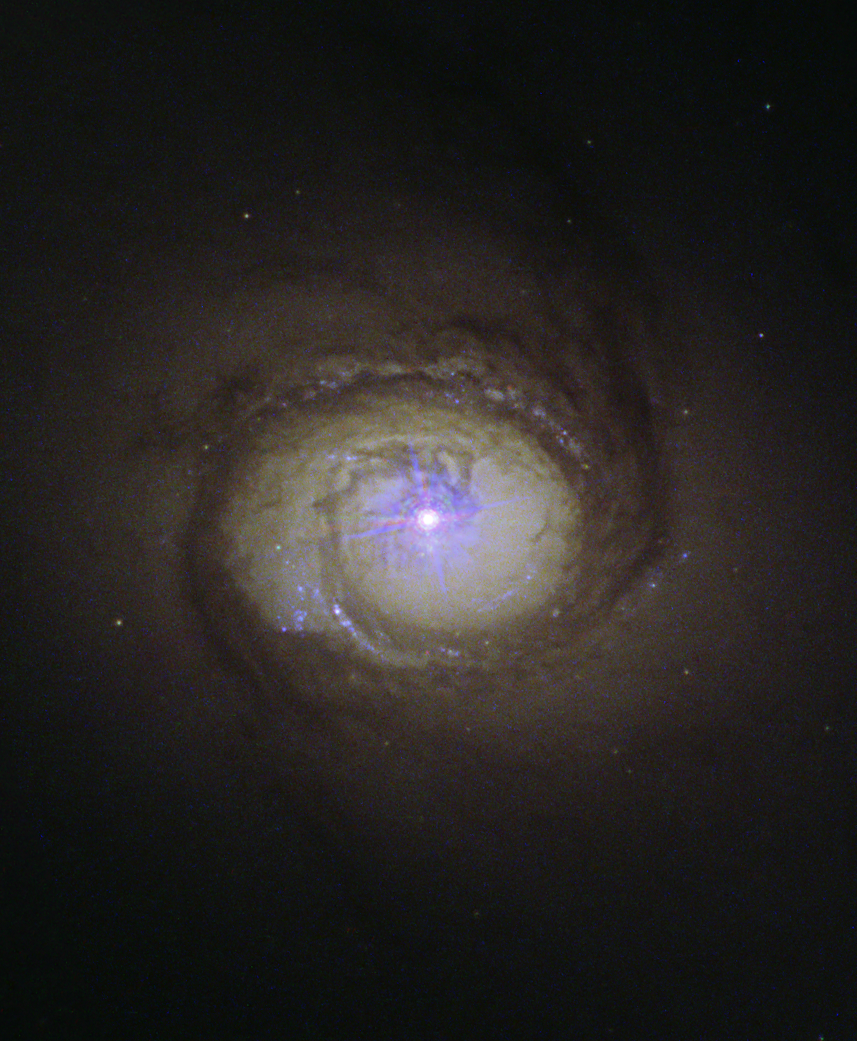
NGC 4593 par le télescope spatial Hubble (Judy Schmidt).

Une magnifique image du centre de la galaxie a été réalisée par Judy Schmidt à partir des données captées par le télescope spatial Hubble. Au sujet du bulbe de la galaxie, elle écrit que deux larges bras spiraux se rejoignent pour former un cercle faisant partie d'une immense barre. En regardant l'ensemble de la galaxie, il y a une autre paire de bras spiraux qui se rejoignent presque, car un seul rejoint le centre de la galaxie où se trouve un noyau actif (AGN) intensément brillant comparé au reste de la galaxie. Cette structure est très visible sur l'image du relevé Pan-STARRS. Cette partie de la galaxie est d'un bleu vif (« very blue ») en raison de la couleur choisie pour représenter les radiations ultraviolettes.

## Un disque entourant le noyau
Grâce aux observations du télescope spatial Hubble, on a détecté un disque de formation d'étoiles autour du noyau de NGC 4593. La taille de son demi-grand axe est égale à 880 pc (~2870 années-lumière).

## Trou noir supermassif et rayonnement X
Selon les auteurs d'un article publié en 2002, la masse du trou noir central de NGC 4593 est de 8,13 x 106{\displaystyle M_{\odot }} (106,91{\displaystyle M_{\odot }}).  
Selon un article publié en 2004 un trou noir supermassif dont la masse est de (5,36+9,37
-6,95) x 106 {\displaystyle M_{\odot }} se trouve au centre de NGC 4593.
En utilisant une méthode basée sur la réverbération de la lumière (Reverberation mapping (en)), des astronomes ont réussi à déterminer la masse du trou noir supermassif qui se trouve au centre de NGC 4593 avec une assez bonne précision. Le résultat obtenu donne une valeur de (9,8 ± 2,1) x 106 {\displaystyle M_{\odot }}, soit une valeur approchant les 10 millions de masses solaires, un trou noir supermassif de masse relativement petite.
Selon une étude publié en 2015, la masse du trou noir central de NGC 4593 est 8,25 +3,46
-3,06*106{\displaystyle M_{\odot }}.
C'est la présence de ce trou noir entouré d'un disque d'accrétion qui est à l'origine des émissions de rayon X et du rayonnement UV ainsi que l'activité Seyfert de la galaxie.
Selon les auteurs d'un article publié en 2012, la connaissance de la masse d'un trou noir central et du taux d'accrétion par celui-ci permet d'estimer le taux de formation d'étoiles dans la région centrale des galaxies de type Seyfert. Ce taux pour NGC 4593 serait à l'intérieur et à l'extérieur d'un rayon de 1 kpc respectivement de 0,16 {\displaystyle M_{\odot }}/an  et de 0,48 {\displaystyle M_{\odot }}/an
.